# Groene Loper Overijssel
Groene Loper Overijssel is een project van het programma Natuur voor Elkaar voor het bevorderen van vergroening van zowel openbare ruimte als particuliere gronden en balkons in de Nederlandse provincie Overijssel.
Het project bestaat sinds 2015 of eind 2014 en faciliteert groene samenwerking tussen overheid, landbeheerders, ondernemers, zorgsector, natuurorganisaties en bewonersinitiatieven. De Groene Lopers zijn een initiatief van de provincie met cofinanciering van Overijsselse gemeenten. In het kernteam werken NMO, IVN en provincie samen. Verder is er samenwerking met twaalf gemeenten.
Anno 2024 zijn er tien lokale werkgroepen die eveneens Groene Lopers heten en actief zijn in dertien gemeenten. Deze hebben elk een betaalde kracht, de trekker, die verbindingen tussen belanghebbenden tot stand brengt. Het project wil werken als de stroop in een stroopwafel: een flexibele verbinding tussen twee soms rigide lagen, inwoners en de overheid (gemeentelijk en provinciaal).
Groene Loper Overijssel was een van de winnaars van de Gouden Zwaluw 2023, een prijs van de Vereniging Nederlands Cultuurlandschap, voor het realiseren van doorlopende verbindingen tussen stad en platteland, voor mens, dier en plant. In 2022 werd 190.000 m² groen geplant of gezaaid, werden ruim 6.500 bomen aangeplant en werden meer dan 600.000 bloembollen gepoot. De andere winnaars waren BeeGrateful, voor bijenkasten en plantenbakken om aan lantaarnpalen te hangen, en Het geheim van de groene straat, een boek en lespakket waarmee kinderen zich kunnen inzetten voor groen.

## Voorbeelden werkwijze
- Jaarlijks is er een campagne waar alle Groene Lopers aan meedoen. In 2022 was dat Stoepgroen, samen doen: aanleg en beheer van geveltuintjes, boomspiegels en dergelijke.[6][7] In het najaar van 2023 was het 'van Boven en Onder GOED' in Hof van Twente, waarbij bewoners gezamenlijk hun schuttingen vergroenden met klimplanten en gebruik van bodemverbeteraar. Deze konden aangevraagd worden via Groene Lopers en enkele gemeenten.[6][8][9] De provincie stelde € 50.000 ter beschikking en er werden ruim duizend klimplanten en honderden zakken bodemverbeteraar verdeeld, tegen hooguit een kleine vergoeding.[4]
- Groene Loper Twenterand heeft een webpagina die naast Groene Loper-projecten vooral tips en nieuwsberichten meldt. Projecten zijn een plantjesbieb (een ruilsysteem)[10] en beschikbaarstelling van nestkasten voor de ringmus, onder andere aan mensen met een kwetsbaarheid.[11]
- Groene Loper Almelo stelt bloemenzaad ter beschikking en geeft de mogelijkheid om perken, boomspiegels en geveltuintjes te adopteren (beheren).[8]  Sportverenigingen, verzorgingshuizen, verpleeghuizen en scholen kunnen zich opgeven voor de acties.

Verder worden de lokale Lopers aangemoedigd aansluiting te zoeken bij bestaande initiatieven zoals Dag van de Aarde, Burendag (Groene Burendag), Natuurwerkdag, Nationale Boomplantdag, NLdoet en het Nederlands kampioenschap Tegelwippen.

## De Groene Lopers
Groene Lopers zijn er anno 2024 in de regio's, Almelo, Deventer, Enschede, Hof van Twente, IJsseldelta, Kampen, Losser - Oldenzaal, Twenterand, Vechtdal en Zwolle.